# Calopteryx virgo

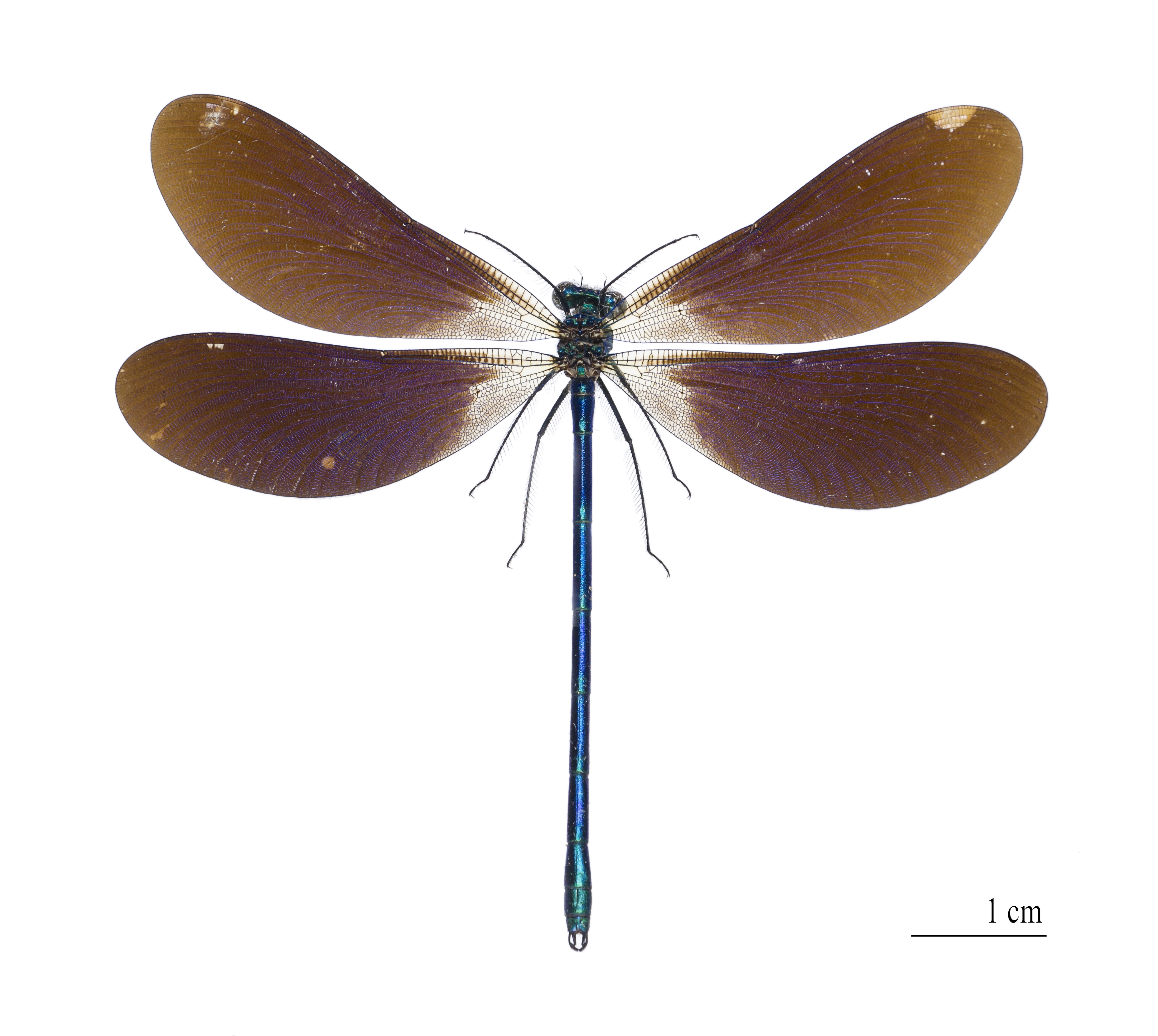
Calopteryx virgo meridionalis – Museo muestra

El caballito del diablo azul (Calopterix virgo) es una especie de odonato zigóptero de la familia Calopterygidae. Es originaria de Europa.

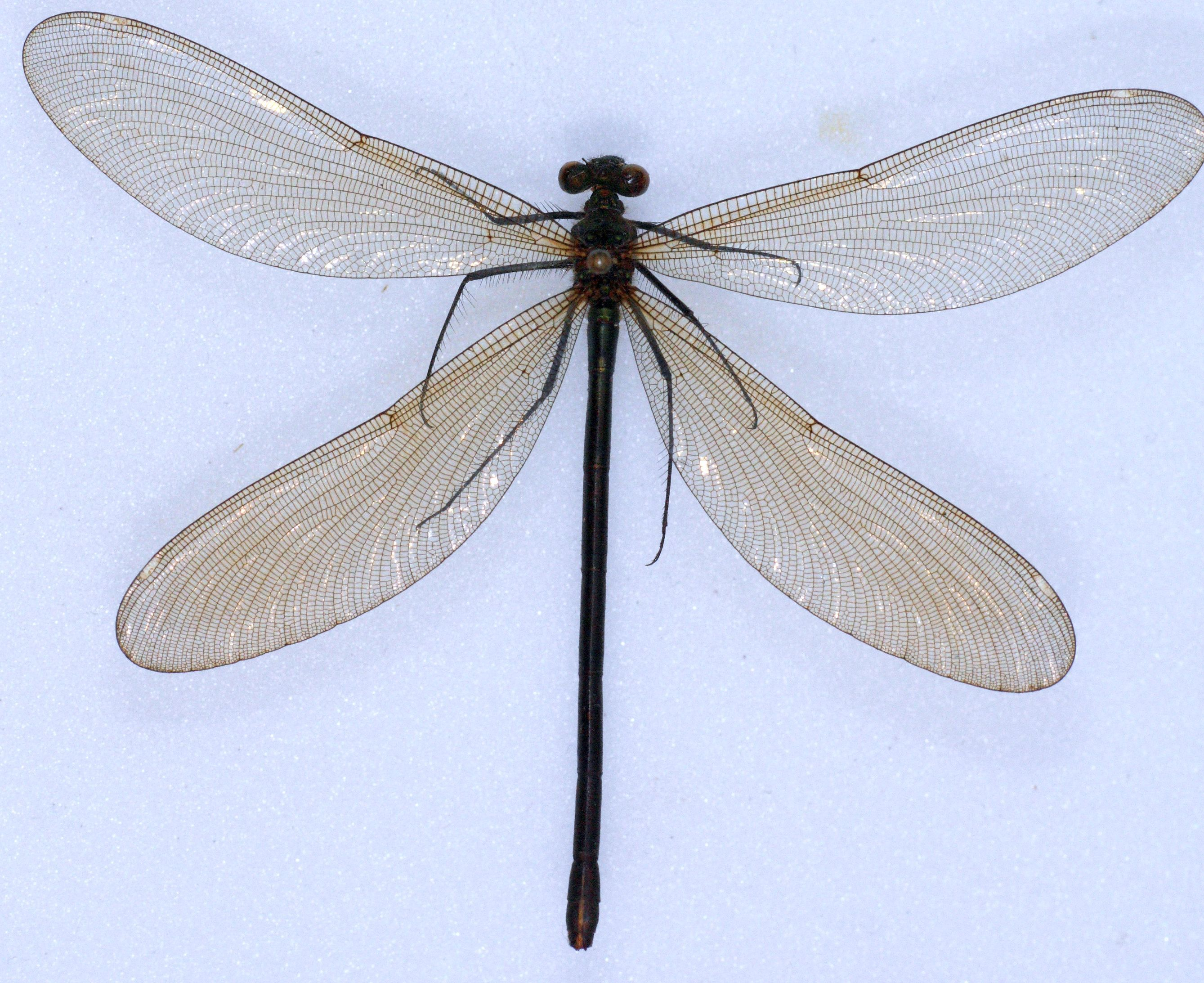
La hembra

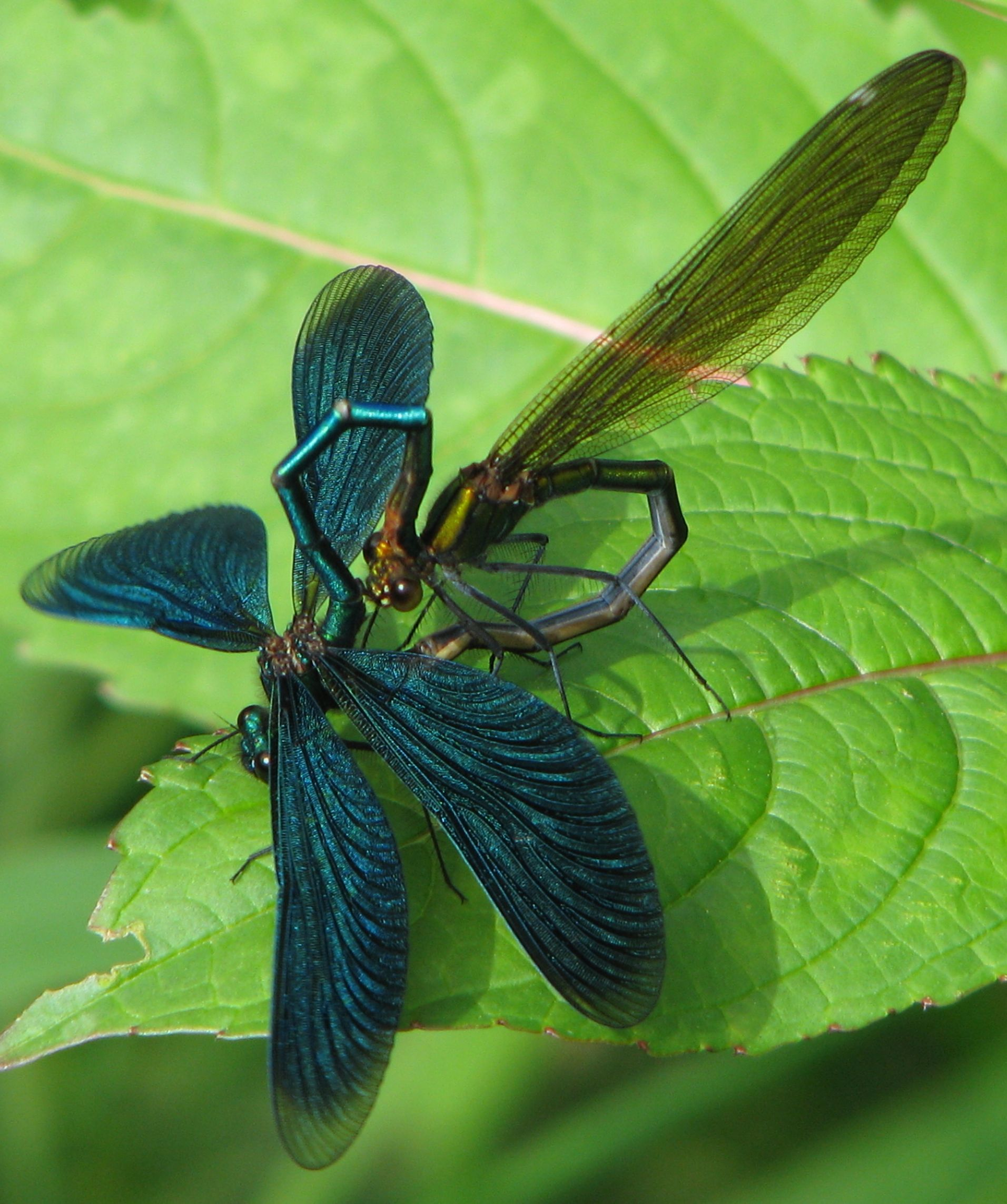

## Hábitat
Biotopo
La damisela azul vive principalmente cerca de pequeñas corrientes de agua. Prefieren una agua con baja temperatura y un flujo moderado o rápido. 
El agua no tiene que ser rica en nutrientes. A la parte norteña de su área de distribución, como Noruega y Finlandia, también se encuentra en ríos con caudales rápidos. Las aguas son normalmente próximas a bosques.

## Hábitat de las larvas
Las larvas viven en las corrientes mencionadas antes y son dependientes de las plantas acuáticas. Las larvas necesitan los tallos y hojas, especialmente en áreas corrientes rápidas para aguantarse. Por eso es extremadamente raro encontrarlas dentro de ubicaciones estériles o áreas con un fondo de piedra liso. 
Viven en áreas  tranquilas entre hojas caídas o en raíces de la vegetación. Sólo en casos muy raros las larvas son presentes en aguas estancadas. El sustrato del río tiene una importancia menor, porque las larvas residen principalmente entre la vegetación.
Otro factor importante es el oxígeno en el agua. Las larvas son mucho más sensibles a la carencia de oxígeno que las larvas otras zigópteros, por eso necesitan cantidad de oxígeno suficiente en el agua. 
Esta sensibilidad hace que sean buenos bioindicadores de la calidad de agua. Esta especie prefiere, a diferencia otras  zigópteros, las áreas más frescas y más sombrías del agua. La temperatura óptima en verano es entre 13 y 18 °C. En temperaturas superiores a 
22 °C se observan lesiones en las larvas y también disminución de la capacidad de eclosionar los huevos. La razón principal es el contenido de oxígeno bajo temperaturas más altas. Algunas poblaciones individuales pueden conseguir sobrevivir a temperaturas más altas.